# Martin Heidegger et la question de l'histoire
S'agissant de l’histoire, Heidegger intervient dans les débats méthodologiques qui opposent au début du XXe siècle, les tenants du néo-kantisme (Heinrich Rickert), les sociologues (Georg Simmel), les philosophes de la vie (Wilhelm Dilthey, Karl Jaspers) ainsi que les historiens (Oswald Spengler) sur la question de l'objectivité des sciences historiques. Malgré leurs divergences (selon lui superficielles), toutes ces conceptions pêchent selon lui en ce qu'elles se fondent sur le présupposé d'une réalité originaire donnée pouvant faire l'objet d'une science (succession de générations, de cultures, cycles, sens du progrès) et « toutes présupposent l'existence de totalités ou de processus cohérents, alors que pour Heidegger, il s'agit avant tout de les fonder ».
C'est dans les difficultés et hésitations de la traduction des termes allemands et notamment du mot Geschichlichkeit que se mesure l'importance de la question historique chez Heidegger. L'Historie (la connaissance historique) se fonde sur la Geschichte (l'être historique du Dasein) de telle sorte qu'elle a pour tâche dernière l'appropriation de son fondement, l'appropriation de son histoire, de lui-même, par le Dasein.
Bien entendu, l'intérêt du philosophe se porte plutôt sur l'« histoire de la philosophie » comme le remarque Hans-Georg Gadamer. À noter qu'un tel questionnement ne pouvait surgir qu'à l'intérieur d'un cadre général correspondant à l'avènement d'une véritable « conscience historique » succédant à l'érudition compilatrice des siècles antérieurs.

## État de la question au début du siècle dernier
La fin du XIXe et le début du XXe siècle ont été marqués par un débat autour de la question de la méthodologie des sciences historiques. Il s'agissait, pour contrer le développement du scepticisme et du relativisme, de mesurer et de comparer les méthodes des sciences historiques, aussi bien dans la définition de leur objet que dans leur rigueur méthodologique, à celles des sciences physiques. Les participants à ces controverses divergeaient sur la façon de saisir les « cohérences » qu'ils observaient dans la matière historique, sa « mobilité spécifique » et les différences avec les méthodes scientifiques.
Tous les auteurs font la même présupposition au départ : qu'il y a une réalité historique observable, donnée à priori, que cette réalité peut être saisie et faire l'objet d'une science ; cette convergence de vue inquestionnée quant à la possibilité d'une « science » historique étonne Heidegger. Jacques Rivelaygue note que pour Heidegger, dans tous les cas, le Dasein est dépossédé de la production du sens au profit d'une soi-disant objectivité des sciences historiques.

### État de la question historique
On relève au début du siècle trois écoles :
1/ Le courant rationaliste néo-kantien, représenté par Heinrich Rickert, pour lequel la signification est séparée de la réalité et pour qui la « cohérence » n'est pas dans l'objet lui-même mais dans le concept « an-historique » construit par l'historien. C'est ainsi que le néo-kantisme de Marbourg concevait l'histoire de la philosophie comme « une histoire des problèmes ».
2/ Certains, comme Georg Simmel, comparent les systèmes historiques aux systèmes linguistiques. Leur cohérence est objectivement et spontanément constituée.
3/ Il y a, enfin, le récent courant de la philosophie de la vie de Wilhelm Dilthey qui s'oppose au conceptualisme des néo-kantiens avec ses typologies, ou celui de Karl Jaspers avec sa psychologie des « visions du monde »,.

### Tournant diltheyen

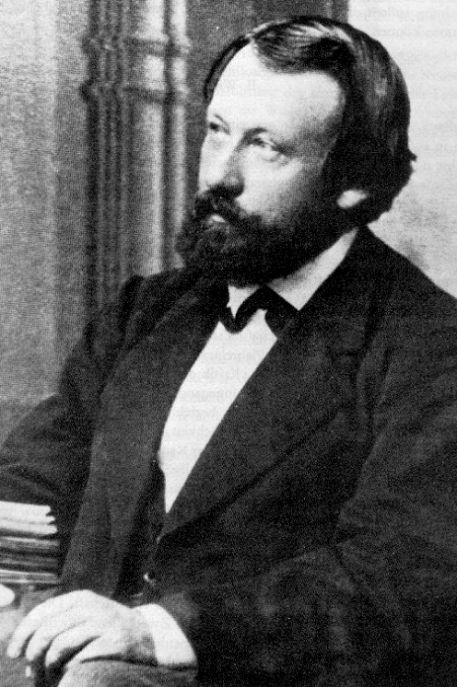
Dilthey à l'époque de ses fiançailles.

Jacques Rivelaygue note que seul Dilthey trouve grâce aux yeux de Heidegger. C'est pour cette raison qu'il lui consacre, ainsi qu'à son ami Yorck von Wartenburg, tout le paragraphe (§77) de Être et Temps, car il fut le premier, selon lui, à chercher à résoudre le problème du « fondement de ces cohérences historiques », toujours présupposées, qui sont la matière de la science historique. Ses recherches ont conduit Dilthey à une réflexion épistémologique sur les thèmes de la compréhension et l'explication. 
De ces recherches, découle une coupure entre science de la nature et science de l'esprit (Geisteswissenschaft), qui a largement influencé le développement des sciences sociales au tournant du XXe siècle. Ces travaux ont également alimenté la « Querelle des méthodes (de) », en allemand Methodenstreit, qui occupa une large part du discours sur les sciences de l'homme dans l'Allemagne du début du siècle.
Dilthey affirme que la vie est toujours porteuse d'un certain « savoir » de l'histoire, qu'elle l'a pour ainsi dire en charge. Heidegger dit dans ses Conférences de Cassel qu'il y avait, chez Dilthey, une conscience aigüe de la « vitalité et de la force agissante du passé », « force qui n'était en rien réductible à une simple influence causale ».
Paul Yorck von Wartenburg serait allé encore plus loin en parlant à propos d'un fait historique de sa « {vitalité} » ou encore de son « historicité», en allemand Geschichtlichkeit.
Avec Dilthey, et plus encore avec Yorck von Wartenburg, se prépare le changement de perspective qui aboutira à délaisser les questions épistémologiques traditionnelles de méthode pour un questionnement plus radical sur « l'être de l'histoire » et son fondement, démarche qui aura pour effet de restituer au Dasein la production du « sens ».

### Essence du fait historique
Pour Heidegger, « l'instant n'est à proprement parler « historique » que s'il est pensé à partir de l'avenir (d'un mandat, d'une tâche, cette dernière étant assignée par un passé, une mission historique) », relève Guillaume Faniez. Le présentateur poursuit son interprétation « L'essentiel du secret de  l'« instant », avec les possibilités historiques dont il est porteur ne se découvre qu'à celui qui saisit cette correspondance des temps et non à l'acteur rivé sur l'aujourd'hui ». Il ne s'agit pas de l'opposition entre deux couches d'histoire, l'une essentielle et l'autre superficielle, mais bien d'un rapport conflictuel entre deux modalités d'une seule et même histoire. On retrouve cette opposition dans Être et Temps (SZ p. 510).

## Premières intuitions heideggeriennes

### Naissance d'une conscience historique
C'est dans le cadre d'une philosophie chrétienne d'obédience thomiste, sous l'influence d'un de ses professeurs, le théologien Carl Braig, (voir article Heidegger et la logique), que Heidegger a fait ses premières armes de logicien. Au tout début, Heidegger défend l'indépendance de « vérités supra-temporelles » contre le « relativisme » et le « psychologisme ».
Ce qui devait rapprocher Heidegger de la position « historiciste » de Dilthey, principal représentant de ce courant opposé au néo-kantisme, ce ne fut pas selon Hans-Georg Gadamer la lutte contre le relativisme de ces années, mais plus profondément, ce qu'il avait reçu en partage du christianisme. Dans ses travaux du début des années 1920, Heidegger cherche à se défendre de ce qu'il appelle la déformation du message chrétien par la philosophie grecque qui fondait la néo-scolastique du XXe siècle. Luther, puis Augustin et enfin la vision eschatologique qui entoure les épîtres pauliniennes lui firent prendre conscience de la temporalité et de l'historicité originelles que seule la première chrétienté avait pris comme objet d'expérience. Plus prosaïquement, selon Jacques Rivelaygue, il s'agit pour Heidegger de rompre avec une conception humaniste-libérale de l'histoire comme constitution de sens et de valeurs.
Sa leçon d'habilitation de 1915 consacrée au Concept de temps dans la science historique qui vise à établir la spécificité du temps de la science historique hétérogène par rapport au temps des sciences physiques par définition homogène et spatialisé témoigne du nouvel intérêt du philosophe pour les questions du temps et de l'histoire.

### Entente courante de l'histoire à déconstruire
C'est à l'histoire et notamment à l'histoire de la philosophie, que Heidegger s'est prioritairement intéressé. Servanne Jollivet écrit « Sa démarche consiste ainsi, eu égard à l'histoire de la philosophie tout d'abord à vider les concepts et notions traditionnelles de leur contenu rigidifié, de leur teneur doctrinale et de les reconduire à la source vive de la signification, à savoir au sens vivant auquel ils doivent eux-mêmes leur surgissement ». 
Au paragraphe (SZ|§73) de Être et Temps, Heidegger, détaille phénoménologiquement en trois points ce qu'il appelle, afin de la « déconstruire », l'« entente courante de l'histoire » :
1. Ce mot histoire, désigne aussi bien la réalité historique que la science possible de cette dernière, mais le mot histoire peut n'avoir en vue ni la réalité historique ni la science de celle-ci, mais faire simplement référence au passé : « Cela appartient à l'histoire ».
2. Ce mot peut aussi désigner la provenance ; ainsi un homme, un peuple « a son histoire ». Le mot fait alors signe vers un enchaînement, un futur, un développement ou un déclin.
3. Enfin, histoire signifie aussi le tout de l'étant qui change, par exemple : les civilisations.

Dans cet ouvrage, Heidegger remarque que ces trois types de significations, pris ensemble, ont à voir, dans une manière à préciser, avec l'existence temporelle du Dasein, à travers laquelle l'histoire peut seulement prendre « Sens et Cohérence ».

### Critique de la science historique
Si Heidegger en vient à critiquer la science historique, c'est moins en raison de son insuffisance en scientificité voire des conséquences relativistes entraînées par son objet ou sa méthode que pour son incapacité à thématiser ses propres conditions de possibilités. Jusqu'à lui, les analystes ne s'étaient interrogés que sur les conditions de possibilité de la science historique et non sur les « conditions de possibilités de la réalité ou de la chose historique » en elle-même.
Dans la recherche d'un nouveau fondement, c'est au comte Yorck von Wartenburg (à qui l'on doit le néologisme « historialité » ou « historicité » Geschichlichkeit) que Heidegger attribue le mérite d'avoir clairement « établi que le rôle de la philosophie consiste à comprendre les résultats de la pensée à partir de leur provenance, c'est-à-dire « comme des projections de la vie et de son déchirement originel » ».
En raison de ce dernier principe, Heidegger entend reconduire l'histoire dans toutes les acceptions signalées en introduction jusqu'à son origine existentiale, origine qu'il situe, conformément à son intuition fondamentale, dans l'historicité ou historialité, la Geschichlichkeit du Dasein.
Cette histoire n'est plus concernée, par les dates et les événements, les sacres des rois, les révolutions, mais par les « conditions de possibilités temporelles existentiales », dit Heidegger ; c’est-à-dire « acquérir une entente ontologique de l’historialité la  Geschichtlichkeit » Être et Temps (SZ p. 375).
L'histoire, notamment comme tradition et héritage culturel, n'est plus simplement ce « donné », ce « poids » qui s'impose à mon « être-jeté » (Geworfenheit), cette chose passée —, mais une dimension de mes possibilités, de mon « être-possible », Möglichsein ; Servanne Jollivet, s'appuyant sur certains textes de la Gesamtausgabe notamment le tome 60, Phénoménologie de la vie religieuse, va, à propos de la conscience historique, jusqu'à parler de « force » ou de « potentiel possibilisant ».

### Bases de la critique historique
L'« historicité » est l'instrument dont Heidegger se sert pour ruiner la métaphysique traditionnelle et sa présentation de la question historique.
L'Histoire, en tant que science, s'appuie sur la présupposition de deux types de cohérence : « la cohérence diachronique » qui veut que le passé détermine le présent et la « cohérence synchronique » qui fait état d'une certaine unité qualitative dans des « objets historiques », tels qu'une génération, un peuple, une culture déterminée, telle ou telle civilisation, telle ou telle période. Heidegger, récusant l'idée qu'il puisse y avoir des cohérences « naturelles » préalablement données, que ce soit dans la réalité ou dans des concepts « an-historiques » ou « supra-historiques » comme le croyait le néo-kantisme, « il lui restait à partir de la temporalisation du Dasein lui-même, pour y saisir les conditions de possibilité des totalités historiques » suivant l'argumentation résumée de Jacques Rivelaygue :
1/ Une communauté n'est pas la somme de projets isolés, mais réside dans l'« être-ensemble » qui lui-même, découle de l'« être-au-monde » du Dasein. Les totalités durables (donc les objets historiques), que sont les peuples, ou les cultures, se constituent comme co-destin Geschick) « de la même manière que le destin individuel (Schicksal) », « donc sur la base d'une résolution anticipante retournant pour les reprendre, sur les possibilités délivrées par la tradition ». Cette analyse est opposée à la pensée libérale qui croit voir se constituer une communauté dans une association de volontés individuelles. En outre, c'est à souligner, cette analyse est à mille lieues de la conception nazie qui travaille sur des totalités objectives comme la race, la langue ou le territoire.
2/ Loin d'être le résultat d'interrelations de faits élémentaires étrangers entre eux, en un Tout, comme l'analysait Dilthey, l'unité de ce « Tout » est d'abord, dans le langage heideggerien, un « être-l'un-avec-l'autre » préalable, originaire, fondé sur une précondition ontologique, essentielle, l'engagement de l'homme ou « la résolution anticipante du Dasein pour des possibilités déterminées ».
Plutôt que de parler d'une influence causale du passé sur le présent, il s'agit dorénavant de penser les possibilités encore ouvertes d'un passé qui demeure vivant pour autant qu'il ne cesse d'être repris à neuf et interprété,.Wilhelm Dilthey en a déjà eu une conscience aigüe, rapporte Servanne Jollivet, en parlant de « la vitalité de la force agissante du passé. »
Sauf que Wilhelm Dilthey n'a pas su penser dans sa radicalité cette réflexivité de la vie sur elle-même, ni remonter à sa source ontologique, qui seule la rend possible, l'historicité du Dasein (son caractère historial).
L'accès à la temporalité et à l'historialité authentiques n'est possible que par une analyse existentiale qui récuse la conception de l'homme en tant qu'« animal raisonnable ».Mais tout en étant possible, elle est toujours à reconquérir sur la conception vulgaire de l'histoire qui s'impose systématiquement à chaque fois. Ainsi de l'entente quasi indéracinable pour le Dasein à déchiffrer sa propre histoire comme un événement mondain et à se concevoir comme un étant qui subit la loi universelle de la genèse et de la corruption, comme le remarque Jean Greisch,.

## Travail herméneutique préparatoire

### De la temporalité à l'historicité du Dasein
En raison de ces critiques, l'histoire n'apparaît plus comme le passé que l'homme pourrait étudier, comme un objet qu'il tiendrait à distance, ni comme un cadre dans lequel l'homme serait tombé par hasard. « Le point de vue implicitement « atemporel » d'une raison transhistorique se révèle être naïf parce qu'il méconnaît la finitude radicale , et dont l'historialité de l'être humain » écrit Matthias Flatscher.. Avec l'analytique du Dasein, il apparaît que l'histoire peut et doit être comprise à partir de son historicité (Geschichtlichkeit), elle-même dérivée de sa temporalité (Zeitlichkeit).
Ce qui est historique relève d'un monde passé, monde dont l'horizon a appartenu à un Dasein qui a existé, a eu des projets, s'est projeté vers l'avenir à travers ses œuvres, ses paroles et ses institutions, qui sont encore là, jetant ainsi un pont vers notre présent, ce qui donne au Dasein résolu la possibilité d'aller chercher du côté de la tradition, de nouvelles possibilités facticielles.
L'objet propre de l'historien apparaît comme un « possible répétable », que la connaissance doit manifester comme tel. La facticité de l'objet historique, en tant que tel, réside dans son possible « ayant-déjà été là ». Comprendre en tant que toujours là présente, cette possibilité : c'est proprement « accomplir » et non pas se contenter de recueillir et d'insérer dans le fil d'une histoire objective.
En s'intéressant à la compréhension du « passé comme passé » dont il fait un mode d'être, Heidegger s’intéressera alors aux modes d'appropriation du passé comme authentique ou inauthentique et dans ce cadre l'historicisme, la « science historique » proprement dite, représentera un mode inauthentique de rapport à l'Histoire vivante.

### Historicité de la compréhension de l'être
L'historicité de l'homme entraîne l'historicité de la compréhension de l'être. « Historicité ne signifie pas relativisme. Que notre compréhension de l'être et notre savoir de cette compréhension soient historiques ne veut pas dire qu'ils consistent à déclarer faux ce que hier ils disaient être vrai, quittes à se retourner encore demain. Cette historicité signifie que notre commerce avec l'étant institue nécessairement une certaine révélation de l'être. Cette révélation détermine aussi bien notre compréhension des étants en totalité que celle du « moi » qui par son comportement, est en commerce avec eux. Mais l'être est inépuisable et, comme lui, la pluralité des interrogations que notre pensée et notre réflexion conjuguées adressent à l'étant » écrivent Alphonse de Waelhens et Walter Biemel.

### De l'historicité à l'historialité du Dasein
L'analyse des « modes de temporalité du Dasein » qui a conduit à définir, dans les premiers chapitres, le Dasein comme « être-pour-la-mort », entreprise dans Être et Temps, laisse de côté au moins deux problèmes selon Jacques Rivelaygue. :
Le problème non résolu, jusqu'ici, de l'intégration, de ce moment absolument fondamental mais contingent, que constitue l'être-jeté dans l'unité d'une vie. Pour générer un sens à la vie humaine, ce que Heidegger appelle un destin, il s'agira de trouver un mécanisme qui permettra de reprendre en héritage, malgré cette contingence, les possibilités facticielles d'existence léguées par la tradition.
Deuxième problème non résolu d'après cet auteur : celui de l'unité et de la cohérence de cette vie, c'est-à-dire de la constance du Soi, entre « la naissance et la mort », qui ne ressort pas des premières analyses.
Sans la résolution du premier problème nous dit Jacques Rivelaygue, impossible d'expliquer la continuité de l'histoire ; sans la résolution du second, l'unité de sens d'une vie d'homme resterait philosophiquement une énigme. Question reposée par Christian Dubois, « comment ne pas réintroduire l'idée de permanence dans le temps successif d'un sujet ? ». En réponse à cette problématique Christian Dubois écrit « la puissance de l'analyse existentiale [...] montre que l'instant (la temporalité originaire) récèle en lui-même la capacité d'une durée, c'est-à-dire d'une histoire, que l'instant abrite l'ampleur d'une vie fidèle à elle-même ».
Heidegger s'attache donc à résoudre ces problèmes complexes en démontrant que le Dasein, à travers la reprise de l'« analytique existentiale », au cinquième chapitre d'Être et Temps intitulé « Temporalité et historialité », n'est pas seulement une histoire, ni même un être simplement inséré dans l'histoire, par quoi il est « temporel », mais qu'il est « historial », c'est-à-dire rien d'autre dans son « essence » que cet acte de s'étendre, autrement dit : l'extension elle-même (de la naissance à la mort et de l'héritage au projet) qui va apporter une réponse aux deux problèmes soulevés.
Heidegger transpose l'aventure historiale du Dasein, dont il note qu'il est historial en tant qu'« être-au-monde » s'autorisant à l'élargir à l'échelle du « monde ».

## Histoire dans Être et temps
Dans Être et Temps, (§ 75), l'histoire est abordée à partir de la question de l'historialité du Dasein (son caractère historial ou son existence continuellement en projet). Jacques Rivelaygue montre comment l'histoire, sous forme de reprise des possibilités facticielles délivrées par la tradition intervient pour compléter et ordonner la contingence initiale à laquelle le Dasein serait, sans elle, condamné dans son être-jeté.

### Distinction entre l'historique et l'historial
C'est à partir des deux mots de la langue allemande « Geschichte » et « Historie », le premier renvoyant à une histoire effective en train de se faire et le second plus spécialement axé sur la science correspondante que Heidegger va construire une toute nouvelle interprétation.
1/ Geschichte va d'abord glisser vers la signification d'histoire essentielle, celle où se joue les événements décisifs. L'histoire de la philosophie se dirait Historie au sens scolaire et Geschichte pour désigner l'histoire de l'être qui se joue de manière souterraine dans l'histoire de la philosophie.
2/ Puisant dans les ressources de l'allemand Heidegger va rapprocher Geschichte des termes Geschick qui signifie « envoi » (lancement, mis en route) et Schicksal que l'on peut traduire par « destin ».
3/ De la distinction Historie/Geschichte Heidegger tire ensuite deux adjectifs qui, traduits, donnent « historique » et « historial » et qui tiennent une place considérable dans toute l'œuvre du philosophe. Est historial, ce qui relève de l'histoire essentielle. « L'histoire que veut penser Heidegger, la  Geschichte, c'est l'histoire de ce qui nous est envoyé ou destiné depuis l'origine et qui ainsi nous détermine à notre insu ».

### Historialité du Dasein
Dire que le Dasein est historial, c'est d'abord dire que le Dasein n'a pas simplement une histoire mais qu'il est lui-même « historial », c'est-à-dire qu'il est entre autres cet acte de s'étendre entre sa naissance et sa mort, et qu'il est cette « extension », c'est-à-dire, cooriginairement et indissolublement, « être-été », « être-possible », « être-là ». L'extension devient pour ainsi dire consubstantielle à son être.
Heidegger combat ainsi, de toutes ses forces, le risque qui pèse qu'une représentation temporelle soit comprise en termes de spatialité ou de successivité qui supposerait l'existence d'un « Soi » auquel il échoirait en outre de s'étendre. Pour échapper à cette difficulté, il s'agit de montrer en quoi le problème ontologique de l'« histoire » a quelque chose à voir avec l'existence du Dasein, qu'il en est un« existential » comme le note Jean Greisch. C'est ce phénomène (qui se révèle riche) que Heidegger appelle Geschichlichkeit que François Vezin traduit par le mot « aventure », au sens d'une « aventure humaine », avec ses heurts et ses malheurs, et Emmanuel Martineau par « provenir », mais pour lequel le consensus s'est arrêté à « historialité ».
Aux deux problèmes soulevés plus haut quant à la possibilité de la transmission d'une tradition héritée, et celui de préserver à travers « l'historialité » la cohésion de la vie de la naissance à la mort, Jacques Rivelaygue en rajoute un troisième qui interroge la possibilité et le fondement d'une histoire commune. L'analytique existentiale se doit de répondre à ce triple problème.

#### Historialité et tradition
L'objet, ou la parole ancienne, appartient à un temps qui n'est plus, mais comme objet « historial » ce monde auquel il appartenait en tant que mode d'existence d'un Dasein ayant été, ne peut au sens strict être dit « passé ». D'une part l'objet nous parle d'un Dasein qui n'est plus, mais qui reste celui qui a « ek-sisté », c'est-à-dire « s'est projeté vers l'avenir », avec ses travaux, ses constructions, ses textes et ses institutions, jetant ainsi un pont vers notre présent.
D'autre part le Dasein actuel, présent et résolu se comprenant comme « pouvoir être » fini, doit se décider pour des possibilités existentielles, des choix concrets de vie, qu'il ne peut tirer de son « être-vers-la mort » qui est une limite sans contenu ( voir Être-vers-la-mort. Être et Temps (SZ p. 383). En tant qu'« être-jeté » il est amené à ouvrir et à assumer librement des possibilités de fait, Sichüberliefern déjà données, reçues en héritage, léguées par le Dasein ayant été, dans la projection de son propre avenir. Cette direction pressante, Heidegger la ré-interprète comme « destin », Geschick ; destin que le Dasein reçoit toutefois librement comme « s'il se le délivrait à lui-même » Être et Temps (SZ p. 381). Ce retour explicite à des possibles renfermés dans le passé note Jean Greisch, Heidegger le désigne par un vocabulaire kierkegaardien de « répétition », Wiederholung.
De cette analyse difficile, on retient l'idée que comme point de départ « la mort assumée dans la conscience authentique » est par elle-même absolument vide de possibilités existentielles. Il s'ensuit que la « décision d'existence » ou « Résolution anticipante » Entschlossenheit, implique nécessairement la reprise de possibilités trouvées dans l' « être-jeté » et par conséquent léguées par le Dasein passé, dans la projection de son propre avenir.
Comme le Dasein n'est pas tenu de le prendre en charge, Heidegger considère que cet héritage n'est pas reçu passivement comme un legs de la tradition, mais que le Dasein « se le délivre à lui-même » pour l'accomplissement de son « destin ». C'est dans cette possibilité héritée et choisie que le Dasein est dit « historial ».

#### Historialité et cohésion de la vie
Geschichte, histoire essentielle par opposition à Historie vient du verbe Geschehen que Jean Grondin interprète comme « un déploiement qui se produit de lui-même », se manifeste dans l'« expérience temporelle », du Dasein. S'agissant de la question de la « cohésion de la vie », la tentation est grande comme le souligne Jean Greisch de l'expliquer par analogie avec les événements du monde naturel qui nous entoure, ou l'enchaînement incertain de vécus purement psychiques. Tentation à laquelle Heidegger résiste. La cohésion, c'est être soi-même, c'est aussi le rester ou ne pas le rester, et comment le comprendre existentialement sans réintroduire l'idée de permanence? se demande Christian Dubois. Christian Dubois enchaîne : « la puissance de l'analyse existentiale, en refusant la problématique précédente, va permettre de montrer que l'instant recèle en lui-même la capacité d'une durée, c'est-à-dire d'une histoire, que « l'instant abrite l'ampleur d'une vie fidèle à elle-même ». La temporalité du Dasein  ne provient justement pas de son être embarqué dans une histoire objective, [] c'est parce qu'il est temporel au fond de son être que le Dasein   est historique ».
Dans ses notes en fin d'Être et Temps, son traducteur François Vezin nous donne une très suggestive interprétation de ce deuxième aspect de l'« historialité ». Pour embrasser ce déploiement de la vie, le verbe Geschehen  substantivé en Das Geschehen  est traduit par le mot « aventure » qui vise le mouvement de la vie humaine de la naissance jusqu'à la mort. Cette aventure correspond à la trajectoire existentiale qu'est une vie d' homme dans ses heurts, ses joies et ses malheurs.

#### Historialité et histoire commune
Jean-Paul Larthomas, souligne que l'acquis de l'analyse existentiale ne se transpose pas sans difficultés à l'histoire, en tant que passage d'une analyse individuelle à un destin collectif. Il parle même, s'agissant de ce mouvement de l'« être-là » à l'« être-avec-les-autres », d'une énigme. La critique menée contre l'historiographie a montré que les totalités cohérentes historiques (la culture, esprit d'une époque, esprit d'un peuple, etc.) ne permettaient pas de comprendre l'historialité de l'existant. La pensée libérale qui prétend constituer la communauté sur la base d'une associations de volontés individuelles échoue tout autant à fonder une unité destinale. Ces recherches sont incapables de reprendre une tradition et corrélativement de projeter une possibilité inédite, de tels ensembles sont voués au bavardage, à l'équivoque et à l'irrésolution. Heidegger tente de renverser le problème en partant de la temporalisation du Dasein au travers l'analytique existentiale.
La démonstration s'appuie, selon Paul Ricœur sur le Mitsein ou « être-ensemble » qui est une partie constituante de l'« être-au-monde ». Dans le cadre de cet « être-ensemble », les « totalités » se constitueraient comme destin commun, à l'instar de la reprise par l'existant individuel des directives délivrées par la tradition. Un tel scénario demanderait en outre pour différencier ce destin collectif d'une collection de destins individuels la médiation d'un partage dans la communication Mitteilung et le combat Kampf. Jacques Rivelaygue note que cette analyse est tout aussi éloignée de la pensée libérale (association de volontés) que de la tradition nationaliste germanique.

## Histoire dans le Tournant
Heidegger, à cette étape, cherche à dépasser la problématique classique et à rompre avec les « philosophies de l'histoire » sans tomber dans la pensée mythique. Il abandonne le travail d'explicitation des fondements de l'histoire, à travers l'historialité du Dasein, poursuivi dans Être et Temps, pour une histoire qui sera perçue dorénavant dans la perspective du déploiement de l'être lui-même. Avec les Beitrage de 1936, apparaît une autre notion de l'histoire. Il ne s'agirait plus d'une science pré-théorique en recherche de fondement à partir du Dasein comme dans Être et temps, ni d'une « vision du monde », ou d'un élément du patrimoine historique. Dans l'esprit d'Heidegger, il ne s'agit pas d'acquérir des connaissances historiques sûres, en partant d'un point de vue souverain et apparemment atemporel « mais plutôt de se situer soi-même dans un événement temporel et de se comprendre à partir des contextes historiques ». Celui-là seul qui intériorise sa situation historique, peut connaître ce qu'il était, ce qu'il est, et la nature des possibilités dont il peut s'emparer à l'avenir à partir de son héritage. « Dans la méditation on comprend que l'histoire ne peut pas être faite et qu'il n'est pas possible non plus de la posséder ou de l'éteindre ; elle advient » écrit Matthias Flatscher.
Heidegger fait le constat au (§ 273 des Beitrage) que « l'homme n'a jamais été encore « historial » » et que l'histoire de l'historiographie a donc toujours été fondamentalement mécomprise.  Nikola  Mirkovic, chercheur à l'université d Fribourg donne de sa nouvelle vision, la définition suivante : « L'essence historiale ne consiste pas en un ordre chronologique mais au contraire, en une signification englobante d'événements lesquels lient le passé avec le futur ».
Dès lors, tout rapprochement par exemple, entre la perspective historique de Hegel et la position de Heidegger paraît difficile, remarque Françoise Dastur, entre une histoire entendue comme progrès de la conscience vers l'esprit et, dans une espèce de mouvement inverse, l'idée heideggerienne d'une histoire de l'être apparaissant comme une histoire de l'« oubli » croissant de l'être,. Michel Haar pense néanmoins découvrir dans les deux approches l'implacable rigueur du destin, l'idée d'une fin de l'histoire, qui serait pour Heidegger le thème de l'Ereignis.
Heidegger constate que la science historique ne peut jamais instituer un rapport historial à l'histoire « conçue comme cela même dont on provient ». L'Introduction à la métaphysique de 1935 tente de frayer un passage vers ce qui nous détermine en sous-main, en ressaisissant l'essentiel de notre tradition à la source. Il s'agit d'un rapport à l'être originaire qui détermine, encore et toujours, l'horizon de manifestation au sein duquel les choses nous apparaissent. À partir de cette de ouverture originaire, qui au-delà de la main mise de l'homme sur l'étant « n'en continue pas moins d'advenir, jusque dans les formes les plus nihilistes de monde contemporain », on peut entrevoir, « à partir de la situation qui est la nôtre, l'événement même qui advient pourtant autrefois, qui advient toujours déjà aujourd'hui comme il adviendra à l'avenir ».
Mais si avec l'historicité du Dasein, Heidegger a accompli un pas considérable, il n'en aurait pas pour autant, selon Jean-François Courtine, franchi à ce stade le passage de l'histoire individuelle du Dasein à l'histoire commune, à la mesure de l'unité d'un peuple,. Dans  Être et Temps, l'histoire demeure dans l'horizon non dépassé du « sujet » isolé : le héros, l'individu et l'énigme de la question « Qui sommes nous ? » collectivement demeurerait entière. Cette possibilité sera définitivement récusée dans les Beitrage.